# Tentative de coup d'État de l'État d'Oyo
La tentative de coup d'État de l'État d'Oyo survient le 13 avril 2024 lorsqu'un groupe de séparatistes armés yoruba tente de s'emparer de bâtiments gouvernementaux à Ibadan, la capitale de l'État d'Oyo au Nigeria. Agissant sur ordre d'un séparatiste de premier plan, Modupe Onitiri-Abiola, les militants ont pour objectif de renverser le gouvernement local et de faire respecter la déclaration d'indépendance de la soi-disant "République démocratique des Yoruba". Bien qu'ils réussissent à prendre d'assaut le Secrétariat d'État local, les séparatistes sont rapidement attaqués par les forces de sécurité nigérianes et défaits après une brève fusillade.

## Contexte
En tant qu'État multiethnique, le Nigeria est touché par de nombreux mouvements séparatistes (en) depuis son indépendance. Le peuple yoruba est l'un des plus grands groupes ethniques du pays et a une présence majeure dans de nombreux États du sud du Nigeria. Au fil du temps, des factions radicales yoruba commencent à exiger la formation d'un nouveau pays indépendant appelé "République d'Oduduwa", "Nation Yoruba" ou "République démocratique des Yoruba",,. Dans les années 2020, leurs revendications gagnent en importance et en popularité en raison des conflits entre éleveurs et agriculteurs au Nigeria (en), car de nombreux yoruba se sentent menacés par les bergers peuls (en) et forment un groupe d'autodéfense appelé "Corps Amotekun". Les éleveurs peuls lancent des attaques contre les agriculteurs yoruba dans la région au sens large avec une fréquence croissante. En outre, les troubles séparatistes biafrais éclatent en une insurrection de faible intensité dans le sud-est du Nigeria à partir de 2021. Cette évolution inspire certains nationalistes yoruba, et un groupe s'allie même à des militants biafrais et forme la "Force des volontaires d'Oduduwa pour la libération du sud du Nigeria" pour lutter contre les éleveurs peuls en 2021. Un militant séparatiste, Sunday Igboho (en), rallie un groupe pour expulser les éleveurs peuls des villages autour de l'État d'Oyo et menace de perturber les élections générales nigérianes de 2023. Ses actions rencontrent une sympathie locale considérable, mais provoquent également une réponse de la part de la police nigériane. Lorsque la police tente d'arrêter Igboho, il s'enfuit au Bénin. Il y est détenu puis libéré plus tard.
En 2021, une autre faction séparatiste yoruba se forme autour de Modupe Onitiri-Abiola, l'une des veuves du défunt magnat des affaires et homme politique nigérian Moshood Abiola. Ce dernier est connu pour avoir remporté l'élection présidentielle nigériane de 1993, dont les résultats sont annulés par le dirigeant militaire Ibrahim Babangida. Après avoir passé plusieurs années en exil après la mort de son mari et le meurtre de l'une de ses autres épouses, Kudirat Abiola, Onitiri-Abiola retourne au Nigeria en 2014. Peu de temps après, elle déclare son intention de se présenter au poste de gouverneur de l'État de Lagos. Se présentant pour le parti Accord (en), elle est lourdement battue aux élections de 2015. Pendant des années, elle disparaît de la politique, mais devient en 2021 une militante majeure du séparatisme yoruba. À l'époque, Onitiri-Abiola a pointé du doigt les conflits entre éleveurs et agriculteurs, affirmant que l'État nigérian n'a pas réussi à protéger les intérêts du peuple yoruba dans les conflits avec les éleveurs peuls. Elle crée le "Groupe Yoruba Ominira", un groupe d'intérêt qui recueille des signatures pour une pétition exigeant l'autodétermination du peuple yoruba. Les forces de sécurité réagissent violemment aux activités croissantes des séparatistes, menant une "répression brutale" contre les militants yoruba à Lagos en juillet 2021.
Le 29 mai 2023, certains des partisans présumés d'Onitiri-Abiola détournent une station de radio à Ibadan et bloquent les principales autoroutes avant d'être chassés par les forces de sécurité. Le même jour, un autre groupe séparatiste (surnommé "Armée de la nation yoruba") prend d'assaut la division de police d'Alausa (en) à Lagos, proclamant que "la nation yoruba a pris le pouvoir" jusqu'à ce que les policiers ouvrent le feu pour les chasser. Onitiri-Abiola devient très active sur les réseaux sociaux et YouTube, incitant à la violence, répandant des théories du complot et accusant les dirigeants yoruba non séparatistes d'être corrompus. Le 12 avril 2024, Onitiri-Abiola publie une vidéo d'elle-même sur YouTube, proclamant l'indépendance de la "République démocratique des Yoruba". À l'époque, on pense qu'elle séjourne aux États-Unis. Les observateurs comparent sa proclamation à celles des séparatistes biafrais en exil tels que Simon Ekpa (en).

## Tentative de coup d'État

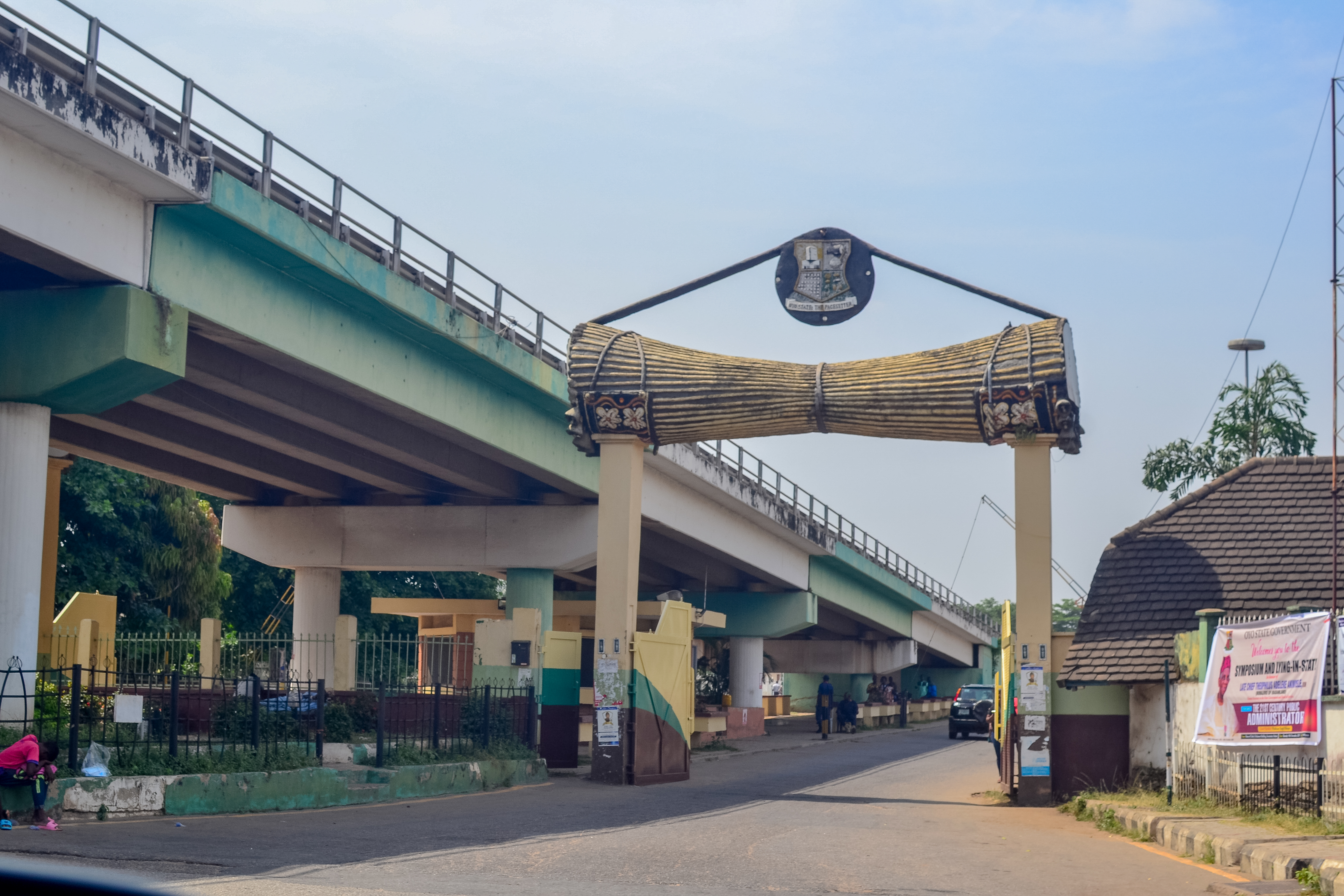
Entrée au Secrétariat d'État à Ibadan en 2010.

Le 13 avril 2024, un groupe d'individus armés en tenue de camouflage militaire entre à Ibadan à bord de motos. Vers 9 h 35, heure locale, le groupe tente de pénétrer de force dans l'Assemblée de l'État d'Oyo (en) et le Secrétariat d'État. Se déclarant "soldats de la nation yoruba", ils tentent de s'emparer des bâtiments et se déploient dans la zone. Au Secrétariat d'État, ils retirent le drapeau du Nigeria, hissent le "drapeau de la nation Oodua", proclament l'indépendance de la République démocratique des Yoruba, et tentent de maîtriser les gardes locaux.
Cependant, les policiers et les soldats de l'armée nigériane réagissent rapidement, se précipitant sur les lieux et ouvrant le feu sur les militants. Après une fusillade, les forces de sécurité vainquent les séparatistes yoruba et capturent neuf d'entre eux. Les militants restants fuient les lieux. Les forces de sécurité mènent ensuite des chasses à l'homme, arrêtant au total 21 personnes. Les prisonniers sont interrogés, les militants capturés déclarant qu'ils sont sous le commandement et payés par Onitiri-Abiola. Une suspecte déclare qu'on lui a promis de mettre fin à la faim pour sa famille en échange de son aide dans la tentative de coup d'État. D'autres sont purement motivés par des raisons politiques. Les forces de sécurité déclarent que les militants sont membres du groupe yoruba d'Ominira et du corps Amotekun.

## Conséquences
Les forces de sécurité nigérianes décrivent l'incident comme "criminel, antipatriotique et un cas évident de trahison et de terrorisme". Le gouverneur de l'État d'Oyo (en), Seyi Makinde (en), félicite les soldats et les policiers pour leur réaction rapide. Dans tout le sud-ouest du Nigeria, les forces de sécurité renforcent les bâtiments gouvernementaux en réponse à l'attaque. Le commissaire de police de l'État d'Ogun, Abiodun Alamutu, met en garde les séparatistes yoruba contre toute menace au "règne de la paix" alors que les forces de l'ordre nigérianes sont prêtes à réagir. En outre, les forces gouvernementales détruisent deux bâtiments appartenant à Onitiri-Abiola à Ibadan, déclarant que ceux-ci ont été utilisés pour stocker des armes par les militants yoruba. Après que son rôle dans la tentative de coup d'État soit rendu public, Onitiri-Abiola est dénoncée par le reste de la famille Abiola. L'un des fils de Moshood Abiola, Jamiu Abiola, déclare qu'"après la mort [de Moshood Abiola] il y a de nombreuses années, on ne peut pas s'attendre à ce que chaque membre de sa famille agisse d'une manière qui représente ce qu'il représentait". En mai 2024, l'endroit où se trouve Onitiri-Abiola reste inconnu.
Plusieurs groupes civils condamnent la tentative de coup d'État, y compris diverses factions yoruba. Le Conseil des anciens yoruba qualifie l'événement de "coup d'État", le condamne et exige que les "parties impliquées dans cet acte ignoble" soient punies comme des putschistes criminels. Afenifere (en), une importante organisation socioculturelle yoruba, condamne également l'événement. Deux éminents nationalistes yoruba, Sunday Adeyemo et Banji Akintoye (en), nient tout rôle dans la tentative de coup d'État. Akintoye allègue même une conspiration, accusant Onitiri-Abiola de "travailler pour les peuls ou d'autres entités contre notre simple objectif de quitter le Nigeria pacifiquement".